# Synodus dermatogenys
Synodus dermatogenys es una especie de pez lagarto que vive principalmente en el Indo-Pacífico.

## Descripción
Synodus dermatogenys se encuentra en un entorno marino dentro de un rango de profundidad asociado a los arrecifes de aproximadamente 1 a 70 metros. Esta especie es nativa de un clima tropical. La longitud máxima registrada del Synodus dermatogenys como macho no sexado es de unos 24 cm. Se puede identificar por las cinco o seis barras verticales de color marrón rojizo que intersecan una banda horizontal roja discontinua en el flanco, inmediatamente debajo de esta banda hay una línea de puntos blanquecinos aunque los colores pueden variar dependiendo del entorno. Esta especie es nativa de las áreas del Indo-Pacífico, mar Rojo, Hawái, Línea, Marquesas, islas Tuamoto, al norte de las Islas Ryukyu, al sur de Lord Howe, Micronesia, Atlántico Sudeste, Bahía de Algoa y Sudáfrica. Es común encontrar esta especie en zonas de arena y escombros de lagunas y arrecifes marinos hasta más de 20 m de profundidad bentónica. Esta especie se entierra en la  arena dejando al descubierto sus ojos y fosas nasales. Se sabe que esta especie es solitaria o se encuentra en pequeños grupos. Es un depredador de peces pequeños y crustáceos, su boca está llena de dientes afilados en forma de agujas.
Esta especie exhibe biofluorescencia, es decir, cuando es iluminado por luz azul o ultravioleta, la reemite como verde y se ve diferente que bajo la iluminación de luz blanca. La biofluorescencia puede ayudar en la comunicación intraespecífica y el camuflaje.

## Taxonomía
Durante varios años, el nombre Synodus variegatus se aplicó erróneamente a S. dermatogenys, mientras que el verdadero S. variegatus fue denominado S. englemani Schultz, 1953 por muchos autores, incluido Cressey (1981). Sin embargo, Waples y Randall (1989) demostraron que S. variegatus es un sinónimo anterior de S. englemani, y que S. dermatogenys es el nombre correcto para el pez lagarto que Cressey (1981) identificó como S. variegatus.

## Galería de imágenes

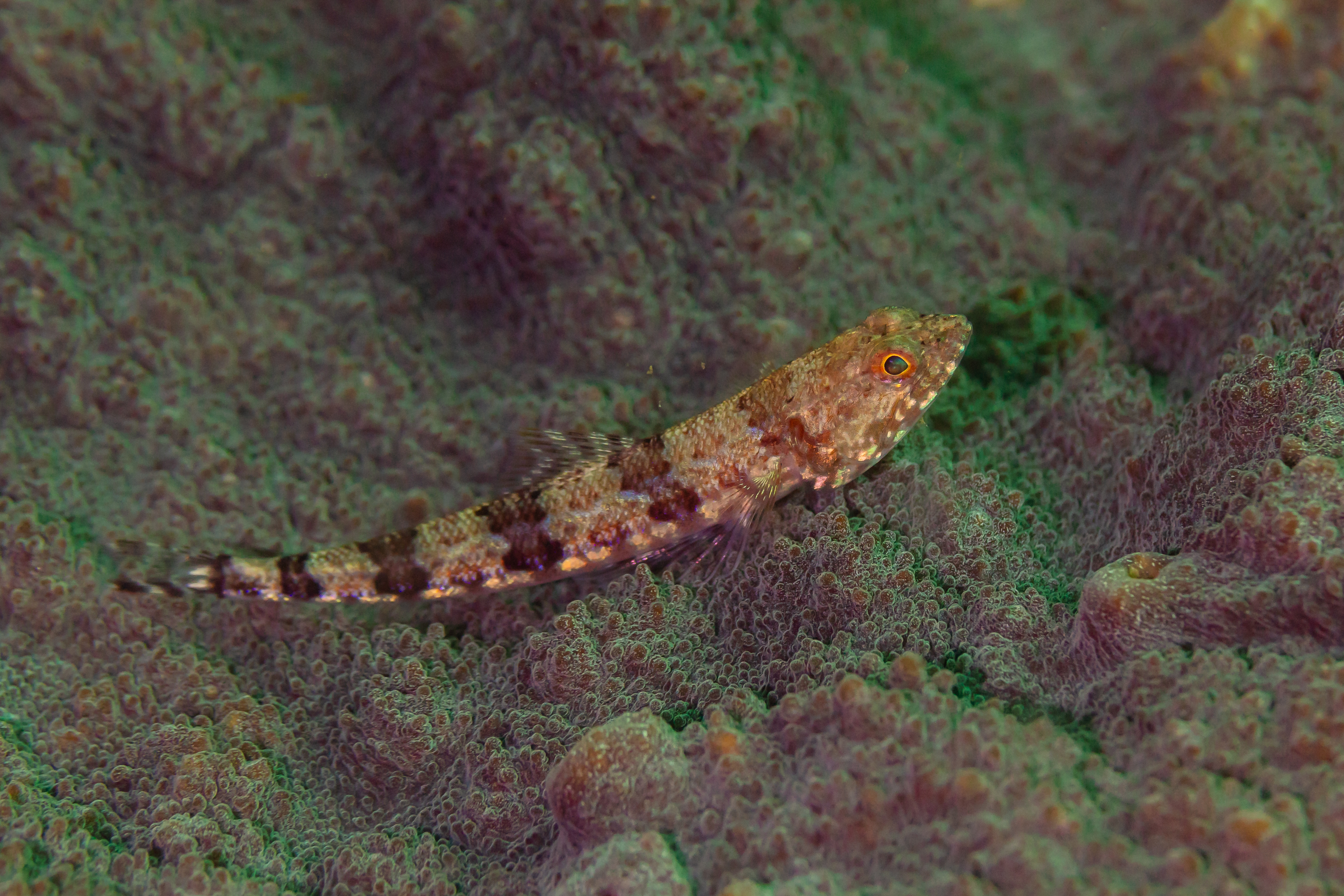
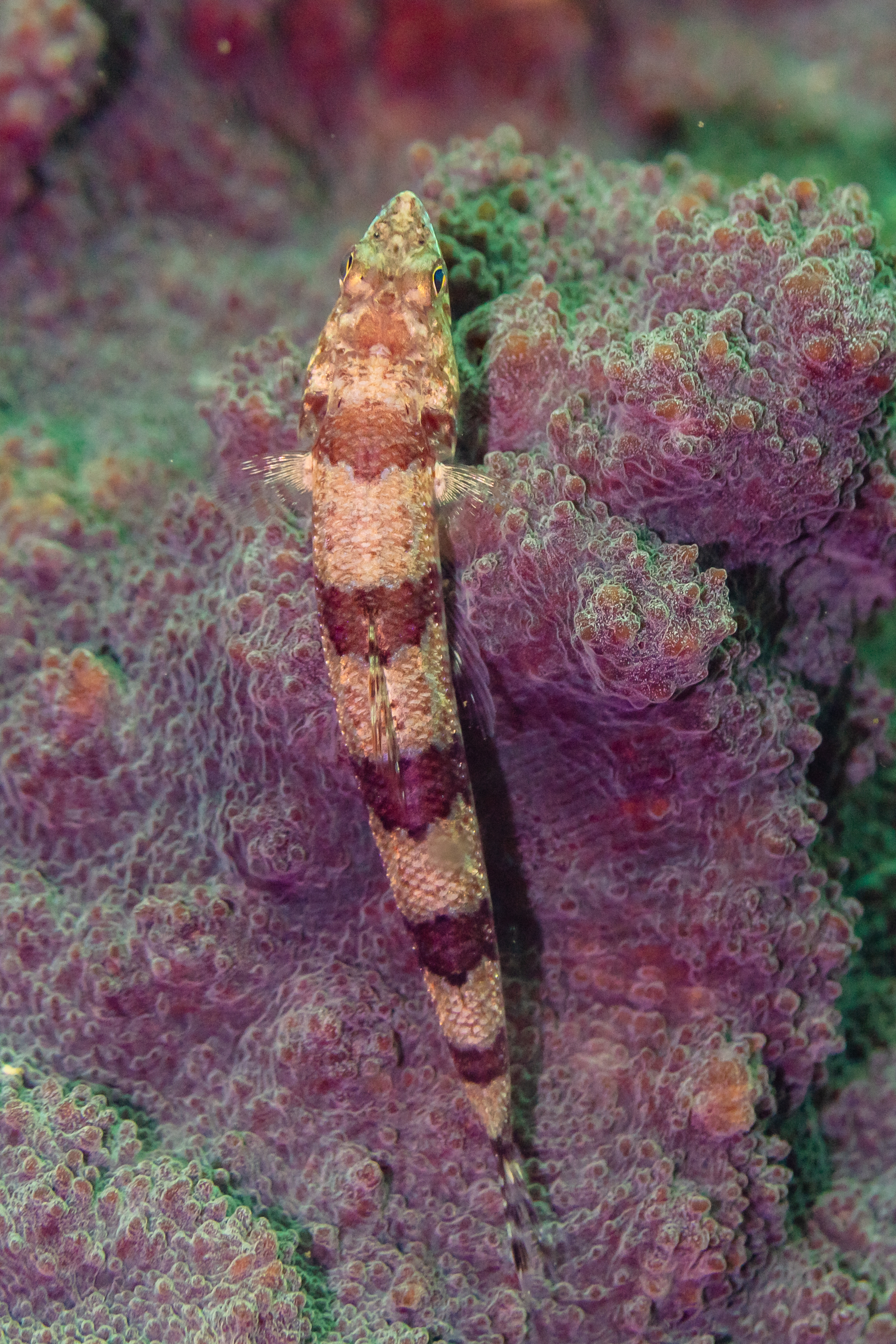
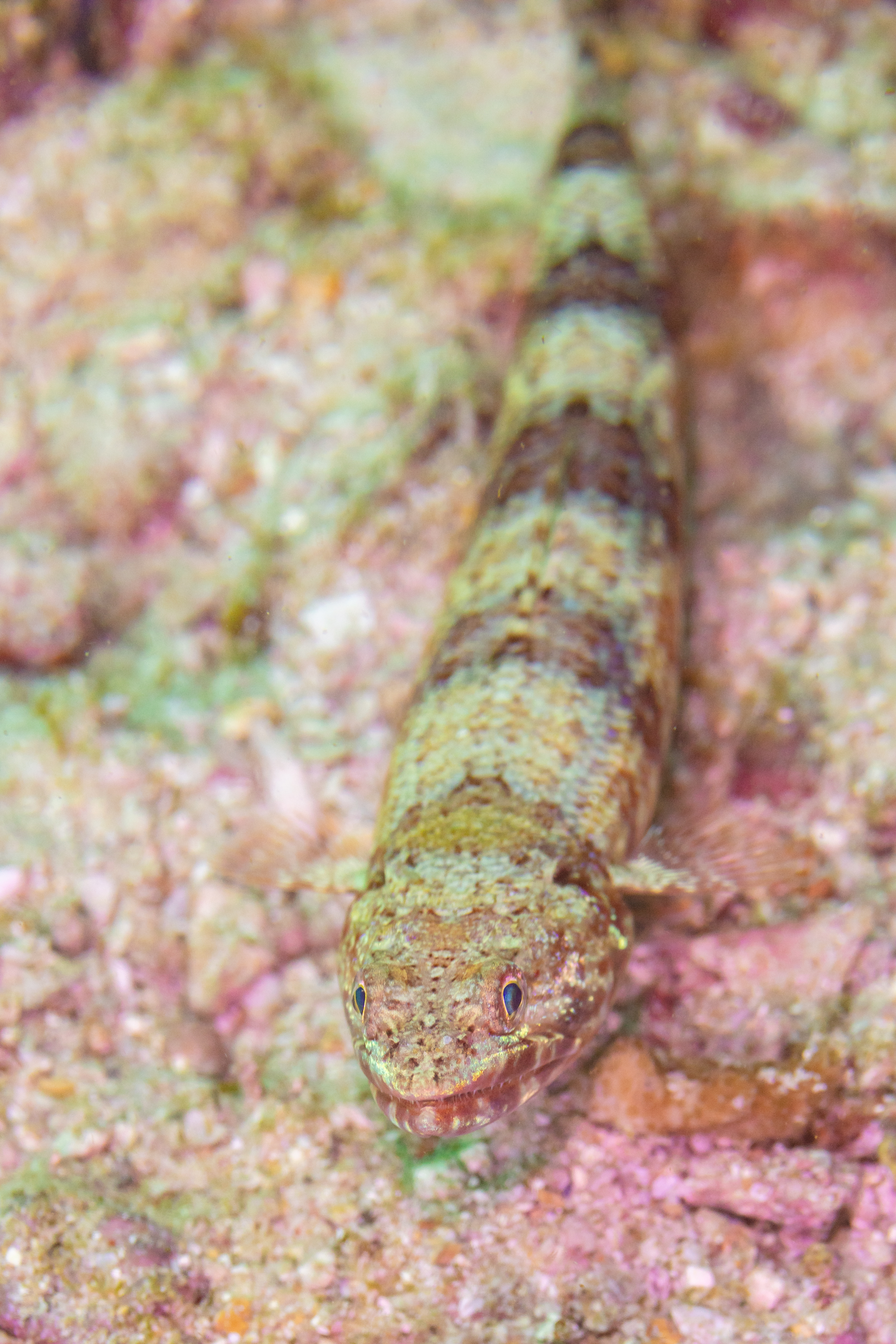
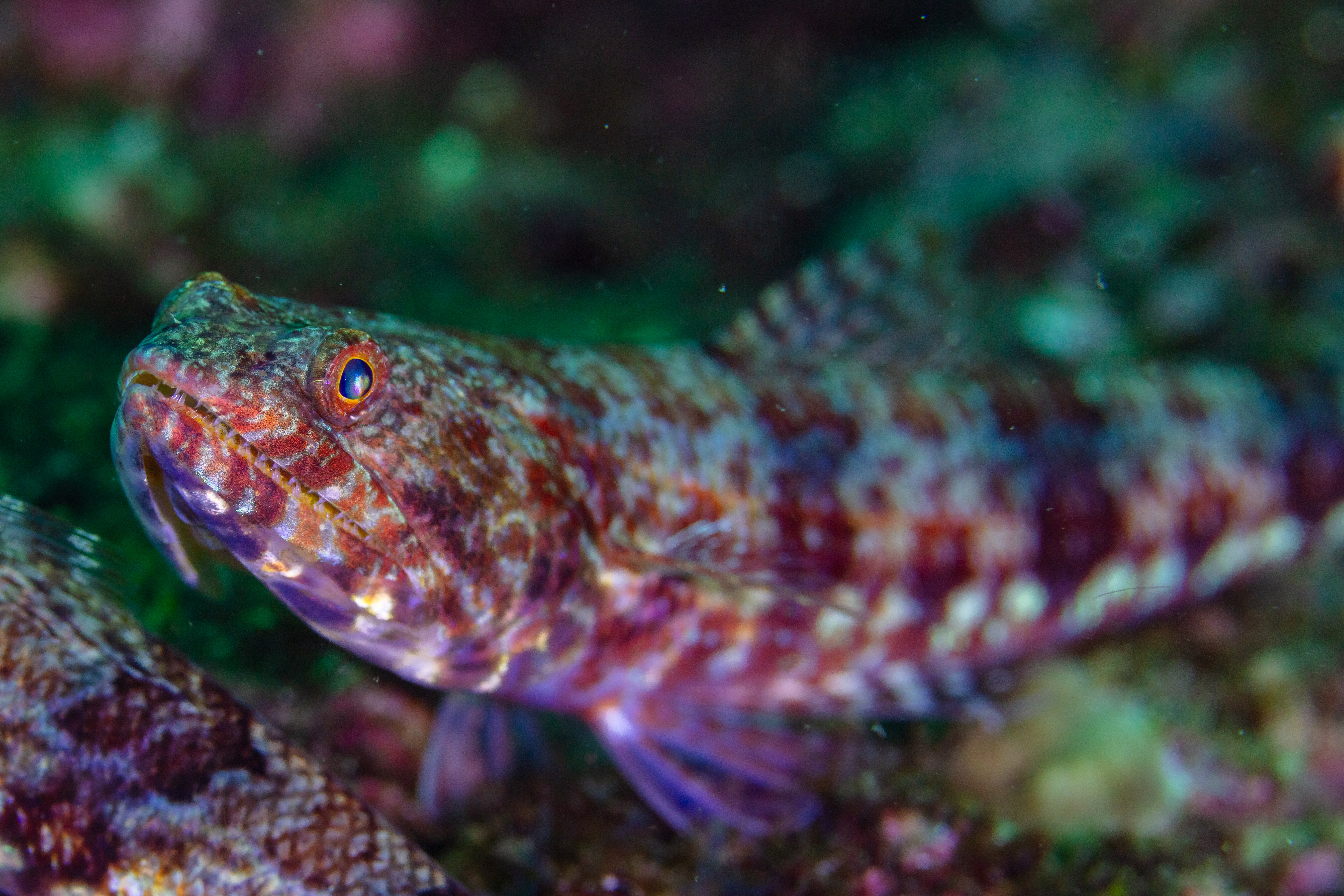